# Mathia Károly (karnagy)
Mathia Károly Tivadar (1925-ig Mathea; Nagykanizsa, 1902. január 13. – Budapest, 1961. július 19.) tanár, zeneszerző, karnagy, orgonista, zenetudós, katonatiszt, a budapesti Érseki Katolikus Gimnázium és Rákócziánum Nevelőintézet, a kőszegi Hunyadi Mátyás honvéd reáliskolai nevelőintézet, a Ludovika Akadémia és a budapesti piarista gimnázium tanára.

## Élete

### Fiatalkora
Édesapja, idősebb Mathea Károly (1861–1933) Eperjesről került Nagykanizsára, ahol fényképészműhelyt nyitott. Ott vette feleségül Nagy Máriát, egy helybeli postatiszt lányát. Gyermekeik közül a legidősebb, Mária később Neubauer Gyulához ment férjhez, a legfiatalabb, Elemér (1906–1915) pedig nem érte meg a felnőttkort. A középső fiú, az ifjabbik Károly fiatalkorában hegedülni, majd zongorázni tanult. A nagykanizsai piarista gimnáziumban diáktársaiból már 14 éves korában zenekart szervezett, és házi hangversenyeken maga vezényelte az együttest. Részt vett a cserkészcsapat megalakításában is, amelynek később egyik vezetője lett, és 1922. március 23-án cserkésztiszti vizsgát tett. A Tanácsköztársaság miatt viharos körülmények között befejeződött 1918/1919. tanév végén érettségizett.
1919-től a budapesti tudományegyetem magyar és történelem szakos hallgatója lett, az Eötvös Collegium diákjaként. 1920-tól beiratkozott a zeneakadémiára is, ahol zeneszerzést tanult Kodály Zoltánnál, majd Siklós Albertnél. Eközben hazajárt Nagykanizsára, ahol a katonai főreáliskola hallgatóiból 1920-ban a téli szünetben szalonzenekart, 1921-ben pedig szimfonikus zenekart szervezett. Az 1922/1923. tanévben óraadó volt a VI. kerületi Izabella utcai faipari tanonciskolában, a tanév végére pedig magyar, történelem, valamint latin szakos diplomát és doktorátust szerzett.

### Tanár, zenész, katona
Egyetemi diplomáinak megszerzése után még egy évig az Eötvös Collegiumban lakott, mint az énekkar és az öregcserkészcsapat vezetője, majd tanári pályáját 1924-ben a budai Érseki Katolikus Gimnáziumban és a hozzá kapcsolódó Rákócziánum Nevelőintézetben kezdte. 1926-ban Londonban nyári nyelvtanfolyamon vett részt, és angol tanári oklevelet szerzett. 1928-ban, amikor országszerte újjászerveződtek a katonai reáliskolák, nevelőtisztnek jelentkezett, tartalékos tiszti kiképzésen vett részt, és a tiszti vizsga letétele után pályázat alapján 1929-től elnyerte a kőszegi Magyar Királyi Hunyadi Mátyás Reáliskolai Nevelőintézet nevelőtanári állását. Tanári munkája mellett egyházi szertartásokon orgonistaként és karnagyként is tevékenykedett. Ezért 1939. február 2-án XI. Piusz pápától megkapta  a Pro Ecclesia et Pontifice kitüntetést.
Amikor 1938-ban a kőszegi katonai intézetet alreáliskolává szervezték vissza, a Magyar Királyi Honvéd Ludovika Akadémia tanára lett Budapesten, ahol szakszolgálatos századosként katonai ügyvitelt, tereptant és nyelveket tanított. Ő vezette az akadémia önképzőkörét, a Zrínyi Kört, valamint a 150 fős ének- és zenekart. 1939 nyarán részt vett a perugai egyetem nyári olasz nyelvtanfolyamán, és nyelvmesteri oklevelet szerzett. Eközben előbb őrnagy, majd 1944. július 1-től, viszonylag fiatalon (42 éves korában) szakszolgálatos alezredes lett. (Rangját 1945-ben a katonai igazoló bizottság is megerősítette, és később sem vonták vissza.)
A második világháború alatt nem végzett frontszolgálatot, hanem 1942 és 1944 között az athéni magyar nagykövetség katonai attaséja volt. Magyarország német megszállása után hazatért, majd az orosz támadás után felettesei a Ludovika Akadémia állományával együtt nyugatra irányították. 1945. április 16-án Tirschenreuth faluban (Bajorország) esett amerikai fogságba, majd Franciaországban a Romilly-sur-Seine és a Mailly-le-Camp melletti táborokban tartották fogva. A hadifogság során nyelvtudásával, zenei és irodalmi műveltségével sokat segített társainak, hamarosan a tábor írnoka lett.

### A kommunista diktatúra alatt
Magyarországra 1946. március 8-án tért haza, majd a honvédség kommunista „megtisztítása” során október 23-án mint „nélkülözhetőt” elbocsátották a tiszti állományból. Eleinte az újpesti Standard gyár iskolájában, majd a budapesti bencés gimnáziumban tanított, végül pedig 1947. március 1-től a budapesti piarista általános iskola óraadó tanára lett. Az 1947/1948-as tanévben az általános iskolai 6/c. osztály főnöke, történelem-, latin- és énektanára volt, valamint ő vezette az iskola énekkarát.
Ettől kezdve sokoldalú kapcsolat fűzte a piarista rendhez. Alapító tagja és orgonistája volt az öregdiákokból alakult Kalazancius Kórusnak. Számos kórusművét nekik ajánlotta, amelyeket rendszeresen énekeltek. Gyakori vendége volt a budapesti a piarista rendháznak is. „Mindenkit meghódított egyéniségének férfias bája, minden nagyképűségtől mentes egyszerűsége, s mindenekelőtt az a határtalan tisztelet, amellyel valamenniünket – a legfiatalabbat is körülvett. Károly az örök, a névtelen piarista tisztelője, sőt … rajongója volt.” – írta róla halála után Maklári Lajos piarista.
A piarista gimnázium és általános iskola 1948. évi államosítása után ottani állása megszűnt. Ezt követően ipari iskolákban tanított magyar nyelvet és irodalmat, utoljára a Faipari Tanulók Ipari Iskolájában. Emellett 1949-től Kodály Zoltánnak köszönhetően a Magyar Tudományos Akadémia Népzenekutató Csoportjában kapott munkát, mivel már korábban, egyetemista korától kezdve foglalkozott népzenegyűjtéssel és népdalgyűjtemények szerkesztésével. Ő állította össze A Magyar Népzene Tára II. kötetének Betlehemes játékok című terjedelmes fejezetét, és a sorozat többi (III–IV.) köteteihez is jelentős munkát végett (bár nevét csak a III/A. kötet előszava említi).
1961. február 7-én a Regnum Marianum és más egyházi csoportok elleni nagyszabású eljárás keretében a rendőrség az ő lakását is átkutatta. Az eljárás során lefoglalták kéziratainak jelentős részét, sőt takarékbetétkönyveit is. Bár eljárás nem indult ellene, a hatósági vegzálás megviselte. Pár hónappal később agydaganattal diagnosztizálták. 1961 őszétől fogva főállású kinevezést kapott volna a Népzenekutató Csoportban, de állását már nem tudta elfoglalni, mert július 19-én elhunyt.

## Emlékezete

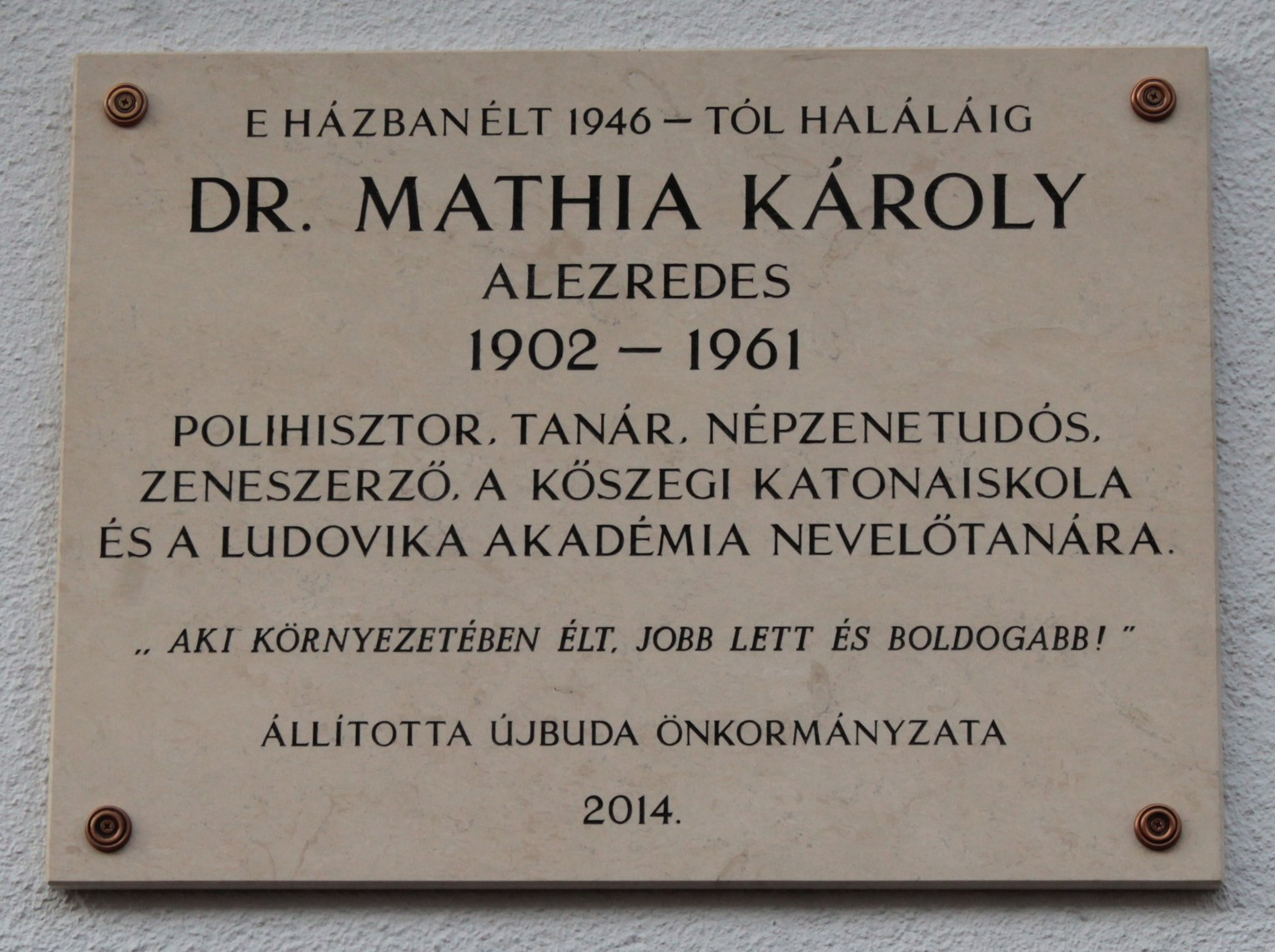
Mathia Károly emléktáblája egykori lakóházán (Budapest, XI. kerület, Fehérvári út 23.)

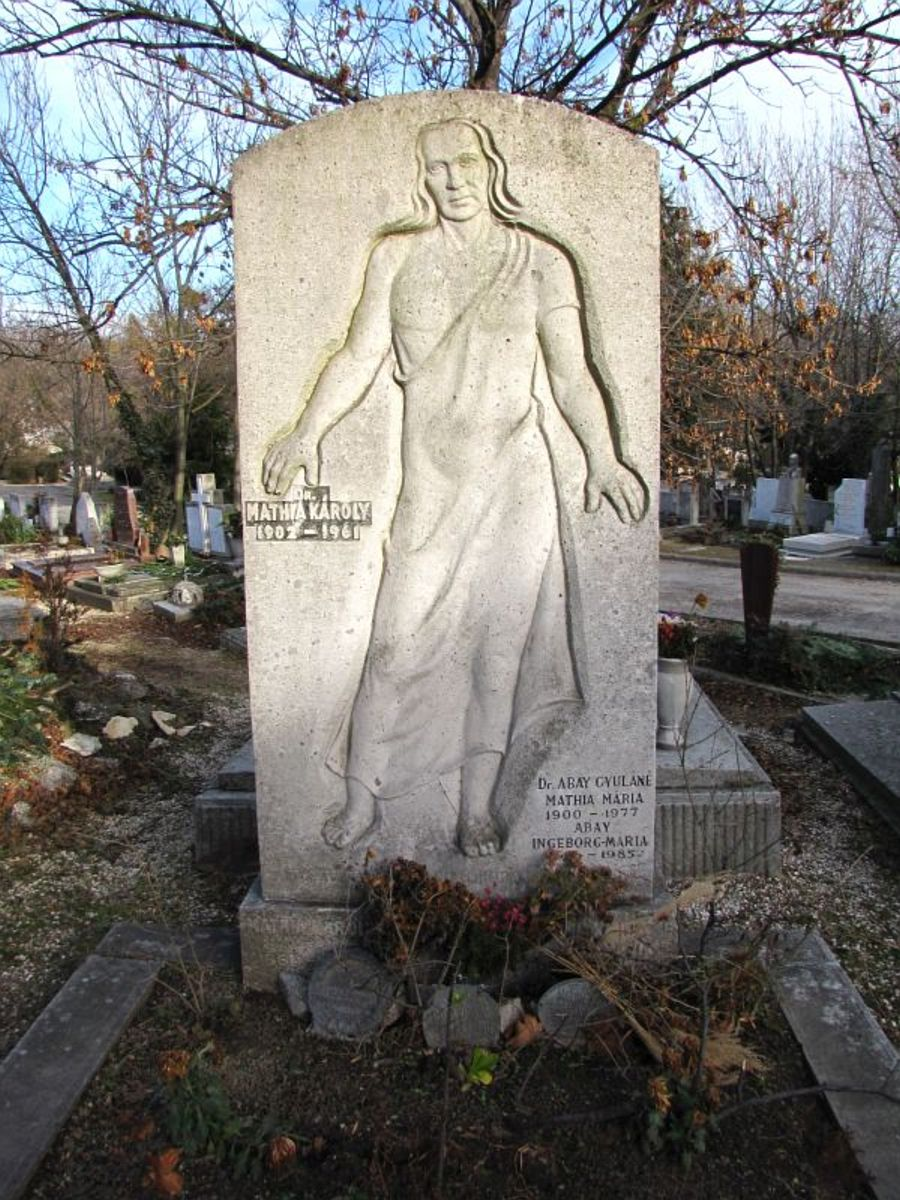
Sírja a Farkasréti temetőben (35-1-1-71/72)

Temetése 1961. július 22-én volt a budai Farkasréti temetőben, ahol síremléke a 35. parcellában található (35-1-1-71/72).
A Kalazancius (később Sík Sándor) Kórus folyamatosan énekelte kórusműveit, szinte minden szereplésükön fölhangzott egy-egy Mathia mű. Nevét viseli 1998 óta a nagykanizsai piarista gimnázium vegyeskara (Mathia Károly Vegyeskar).
Utolsó budapesti lakóháza külső falán (XI. kerület, Fehérvári út 23., a Fehérvári út és a Bocskai út sarkán) 2015. január 16-án a kerületi önkormányzat emléktáblát avatott, amelyet egykori tanítványainak jelenlétében Borián Tibor piarista szentelt meg.

## Művei

### Zeneművek
- 101 magyar népdal, Karácsony Sándor és Mathia Károly közreműködésével szerk. Bárdos Lajos, Budapest, 1929 (7. kiad. 1945; reprint: Budapest, 2002).
- 104 katonadal, Budapest, 1942 (2. kiad. 1942).
- Tizenegy klasszikus kánon [Mathia Károly szövegeivel], Budapest, 1947.
- Negyvennyolcas dallamok, Budapest, 1948.
- 104 magyar népdal-induló: Menetelő dalok honvédeink, ifjúsági egyesületeink és mindenki számára, Budapest, 1948.
- Éneklő sziget: 46 angol népdal, Budapest, 1948 (2. kiad.: Budapest, 2014).
- Betlehemes játékok, in Jeles napok szerk. Bartók Béla, Kodály Zoltán, Kerényi György, Budapest, 1953 (A magyar népzene tára II), 395-578.
- Nefelejcs: 98 magyar népdal, Budapest, 1955.
- „Nézz fel a kékbe”: Kórusművek, összeáll. Borián Tibor SchP, közrem. Borza György, Kreschka Károly, Koltai András, Budapest, 2016.

Számos kórusműve kéziratban, egyházi gyűjteményekben maradt meg, köztük Babits Mihály: Zsoltár gyermekhangra (1935), Széchényi szól, Hajók találkozása, Invocatio cantata, Sík Sándor köszöntése, O Pater parvulorum (1949), Karácsonyi kismise (1951), Karácsonyi bölcsődal, Hymnus paschalis, Hymnus ad Patronam Hungariae (a Patrona Hungariae leánygimnázium himnusza (1954), Himnusz a Kegyes Iskolák Királynéjához (1954), Sík Sándor: Égi kertek: Karácsonyi himnusz (1955), Vörösmarty Mihály: Hymnus (1959).

### Cikkek, tanulmányok
- A 15 éves R. K. [Rákóczianum Kollégium] cserkészcsapat 1912-1927, szerk. Mathia Károly, Budapest, 1927.
- Olaszországi naplóm, in Magyar Királyi Hunyadi Mátyás Reáliskola Értesítője, 1933/1934.
- Erdély visszacsatolásának hatása a magyar irodalmi életre, in Erdélyünk és honvédségünk: Történelmi eseménysorozat képekkel, szerk. Rózsás József, Budapest, 1941 = Üdvözlégy, szabadság!: Magyar írók Észak-Erdély és Székelyföld 1940-es visszavételéről, szerk. Pomogáts Béla, Budapest, 2008, 337-343.
- A magyar katonaeszmény, különösképen a magyar katonai nevelés szolgálatában álló, magyar nyelven megjelent művek jegyzéke, Budapest, Vitézi Rend Zrínyi Csoportja, 1941.
- A nyelvtisztító munka – nemzetvédelem, in Vitézek lapja, 1942.
- Népi eredetű karácsonyi játékaink , in Vigilia 18(1953), 57–63.
- Dunántúli karácsonyi játék a XVIII. század közepéről, in Vigilia 19(1954), 19–27.
- Két gyöngyösi „Betlehemes mise” 1768-ból, in Vigilia 23(1958) , 23–30.
- Behárfalvi Nemes György énekeskönyve, in Vigilia 24(1959), 717–719.